# Поддубье (Московская область)
Подду́бье — деревня в Раменском муниципальном районе Московской области. Входит в состав сельского поселения Ульянинское. Население — 37 чел. (2010).

## Название
Название по расположению вблизи дубовой рощи или на её месте.

## География
Деревня Поддубье расположена в южной части Раменского района, примерно в 28 км к югу от города Раменское. Высота над уровнем моря 136 м. В 2,5 км к северу от деревни протекает река Ольховка. К деревне приписано 7 ДНП и одна территория. Ближайший населённый пункт — деревня Старомайково.

## История
В 1926 году деревня являлась центром Поддубьевского сельсовета Ульяновской волости Бронницкого уезда Московской губернии.
С 1929 года — населённый пункт в составе Бронницкого района Коломенского округа Московской области. 3 июня 1959 года Бронницкий район был упразднён, деревня передана в Люберецкий район. С 1960 года в составе Раменского района.
До муниципальной реформы 2006 года деревня входила в состав Ульянинского сельского округа Раменского района.

## Население
| 1926 | 2002 | 2010 |
| ---- | ---- | ---- |
| 357  | ↘17  | ↗37  |

В 1926 году в деревне проживало 357 человек (152 мужчины, 205 женщин), насчитывалось 66 крестьянских хозяйств. По переписи 2002 года — 17 человек (6 мужчин, 11 женщин).